# Richard Grosvenor (1er baronnet)
Richard Grosvenor, 1er baronnet (9 janvier 1585 – 14 septembre 1645) est un homme politique anglais qui siège à la Chambre des Communes à divers moments entre 1621 et 1629. Il est l'ancêtre des Ducs de Westminster.

## Biographie
Il est né à Eaton Hall, Cheshire, le seul fils survivant de 17 enfants. Son père est Richard Grosvenor de Eaton, et sa mère est Christine, la fille de Sir Richard Brooke du Prieuré de Norton, Cheshire. Son éducation lui est donnée par John Bruen, un puritain et à l'âge de 13 ans, il va au Queen's College, Oxford. Il s'inscrit en 1599, et obtient un BA le 30 juin 1602.

## Carrière politique
En 1602, il est Shérif de Cheshire. Il est anobli par Jacques Ier à Vale Royal le 24 août 1617. En 1621, il est élu Membre du Parlement pour le Cheshire. Il est créé baronnet le 23 février 1622. En 1623, il est Shérif de Cheshire de nouveau et en 1625 Shérif de Denbighshire. Il est réélu député de Cheshire en 1626 et 1628 et le reste jusqu'en 1629, le roi Charles ayant décidé de gouverner sans parlement. Son journal est l'un des plus complets concernant les débats parlementaires de l'époque.

## L'incarcération
Grosvenor est caution pour les dettes de son beau-frère, Pierre Daniell, mais en 1629 Daniell est mis en défaut, et pendant près de dix ans, est incarcéré dans la Prison de la Fleet.
Grosvenor est mort à Eaton Hall en 1645, et est enterré dans Eccleston de l'Église.

## La famille

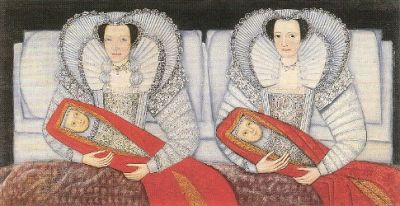
Lettice, Dame Grosvenor, et sa sœur, Marie, Dame Calverley, vers 1604

Grosvenor s'est marié trois fois. De son premier mariage en 1600 à Lettice Cholmondley, fille de Hugh Cholmondeley de Cholmondeley, Cheshire, il a un fils et trois filles. Lettice est morte en 1612, et deux ans plus tard, il épouse Elizabeth Wilbraham, la fille de Thomas Wilbraham de Woodhey, Cheshire. après sa mort en 1621, il épouse Elizabeth Warburton, fille et seule héritière de Peter Warburton de Grafton, également dans le Cheshire. Sa troisième femme est morte en 1627. Son fils Richard Grosvenor (2e baronnet) lui succède comme baronnet.